# Straceni
Straceni (tytuł oryg. The Forsaken) – filmowy horror produkcji amerykańskiej z 2001 roku.

## Opis fabuły
Montażysta zwiastunów filmowych Sean dorabia w warsztacie samochodowym. Właśnie otrzymuje odpowiedzialne zadanie: ma dostarczyć limuzynę klientce, która mieszka w innym stanie. Rusza więc w drogę, choć już na starcie pęka mu opona, dlatego musi nocować w podejrzanym motelu. Następnego dnia zabiera ze sobą autostopowicza Nicka, który ściga grupę wampirów. Wkrótce dołącza do nich Megan, dziewczyna ukąszona przez wampira. Sytuacja komplikuje się, gdy Sean również zostaje zarażony śmiertelnym wirusem, który stopniowo ma zamieniać go w krwiożerczą strzygę.

## Obsada
- Kerr Smith – Sean
- Brendan Fehr – Nick
- Johnathon Schaech – Kit
- Izabella Miko – Megan
- Phina Oruche – Cym
- Simon Rex – Pen
- Alexis Thorpe – Teddy
- James O'Shea – Racer
- Sara Downing – Julie
- Bryan Kirkwood – Merk
- Carrie Snodgress – Ina Hamm

## Informacje na temat filmu
- Film kręcono na terenie stanu Utah oraz w miejscowościach Wellton i Yuma w stanie Arizona (USA).
- W Australii film wydano pod tytułem The Forsaken: Desert Vampires.
- Według wielu interpretacji, film ma wydźwięk homoerotyczny[1][2].